# 松平家信
松平 家信（まつだいら いえのぶ）は、安土桃山時代から江戸時代前期にかけての武将・大名。名は家副とも。通称は又七、紀太郎。官位は従四位下紀伊守。三河国形原藩主、摂津国高槻藩主、下総国佐倉藩の初代藩主。形原松平家6代当主。

## 略歴
第5代当主・松平家忠の子として誕生した。
早くから徳川家康に仕え、天正10年（1582年）の織田信長の甲州征伐が始まると、家康軍に従軍して功を挙げた。同年、父の家忠が死去したために家督を継いだ。天正12年（1584年）、小牧・長久手の戦いでは酒井忠次に属して敵将の野呂孫一郎を討ち取る武功を挙げた。小田原征伐後、家康が関東に移されると、上総国五井で5000石を与えられた。形原・五井時代には徳川水軍の一翼を担った。また、家信の家臣の尾関定勝の娘婿であった神尾守世の生母の阿茶局（雲光院）が家康の側室であったことから、阿茶局母子を通じて家康や嫡男の秀忠との関係を深めた。
元和4年（1618年）、旧領の形原藩へ戻され1万石を領する大名となった。元和5年（1619年）に摂津高槻、寛永13年（1635年）には下総佐倉に移されて4万石を領した。寛永15年（1638年）1月14日、74歳で死去し、跡を次男の康信が継いだ。
墓所は千葉県佐倉市の光忠寺。法号は上誉露雪。

## 系譜
- 父：松平家忠（1547-1582）
- 母：酒井正親の娘
- 正室：松平康忠の娘
- 継室：石川康正の娘
- 継室：紫雲院 - 太田輝資の娘
  - 次男：松平康信（1600-1682）
- 生母不明の子女
  - 三男：松平重信
  - 四男：松平氏信（1613-1683）
  - 五男：松平信忠
  - 六男：松平信昌
  - 女子：石川正重室
  - 女子：松平広永室
  - 女子：松平康比室
  - 女子：櫛笥隆朝室
  - 女子：和田重富室
  - 女子：井伊直好継室
  - 男子：晃玄

家督は次男・康信が継ぐ。四男・氏信は旗本となった。康信の妹はそれぞれ櫛笥隆朝の室、井伊直好の継室となった。